# 塔寮坑
塔寮坑，是台灣桃園市龜山區的一個地名，位於該區東南部，範圍大致包括迴龍里、龍華里、龍壽里、新嶺里東部。

## 歷史
台灣清治末期至日治前期，塔寮坑地區為一街庄，稱為「塔寮坑庄」，隸屬於八里坌堡。該庄輪廓略呈L形，北與牛角坡庄、頂坡角庄為鄰，東與埤角庄、三角埔庄、獇仔藔庄為鄰，南邊為坡內坑庄、山仔腳庄、兔仔坑庄，西南邊為新路坑庄，西北邊為舊路坑庄。
1920年（日治大正九年），該庄改制並雅化為「塔寮坑」大字，隸屬於新竹州桃園郡龜山庄，大字下有「嶺腳」、「馬頭」、「坑底」、「新朝嶺」、「關公嶺」、「大菁坑」、「尖山外」、「大坑」小字名。此外，本地區在清朝時有「饒平厝」聚落。戰後龜山庄改制為龜山鄉，隸屬於桃園縣，大字亦改制為村。2014年12月桃園縣改制為桃園市，龜山鄉改制為龜山區，村改制為里。因人口增加，本地區已大致拆分成多個里

## 旅遊

### 文化資產
- 龜崙嶺鐵道橋遺構（市定古蹟，龍華段795地號、塔寮坑溪段大坑小段12-31地號，1893年）

## 交通
台北捷運中和新蘆線（新莊線）的起訖站迴龍站位於塔寮坑地區的最東端，隣近居民可由此路線及相關路網快速前往大台北地區各地，或至台北車站轉搭高鐵、台鐵或客運前往全台各地。
省道台1線經過本地區，往東可前往臺北、基隆等地，往西可前往桃園、新竹及中南部地區。縣道116號的端點在本地區，往東南可前往樹林、新莊、板橋等地。

## 學校
- 龍華科技大學
- 光啟高中
- 迴龍國中小
- 龍壽國小